# Żenia Berkowicz
Żenia Berkowicz (wł. Eugenia Berkowicz, ros. Евгения Борисовна Беркович, ur. 1985) – rosyjska poetka i reżyserka teatralna.

## Życiorys
Żenia Berkowicz pochodzi z leningradzkiej rodziny inteligencji radzieckiej i żydowskiej, jest córką poety i prozaika Borisa Berkowicza oraz filolożki i dziennikarki Jeleny Efros. W 2022 r. brała udział w protestach przeciwko rosyjskiej inwazji na Ukrainę, za co została aresztowana na 11 dni. Pisała też antywojenne wiersze.

## Proces sądowy i wyrok
Berkowicz została ponownie zatrzymana 4 maja 2023 za "usprawiedliwianie terroryzmu" poprzez wystawienie sztuki autorstwa Swietłany Pietrijczuk pt. Finist – dzielny sokół nt. historii Rosjanek rekrutowanych w internecie przez Państwo Islamskie. Sztuka ta była nagrodzona w roku poprzednim prestiżową rosyjską nagrodą teatralną Złota Maska. Od tego czasu dalej znajduje się w areszcie (według informacji z grudnia 2023 r.).
List poparcia dla Berkowicz, opublikowany przez Nowaja gazieta, podpisało ponad 16 000 osób.
8 lipca 2024 roku została skazana na 6 lat łagru. Po tym wyroku Dmitrij Muratow napisał, że jego zdaniem jest to początek otwartego terroru.

## Odznaczenia i nagrody
- Nagroda Kamerton im. Anny Politkowskiej za wybitne osiągnięcia w dziedzinie dziennikarstwa[9].

## Życie prywatne
Berkowicz jest zdeklarowaną childfree, ale w chwili aresztowania była matką dwóch adoptowanych nastolatek.